# Matthews Peak
Der Matthews Peak ist ein markanter und 1100 m hoher Berg auf der Pourquoi-Pas-Insel in der Marguerite Bay vor der Westküste des Grahamlands auf der Antarktischen Halbinsel. Er ragt nordwestlich des Statham Peak im südwestlichen Teil des Perplex Ridge auf.
Das UK Antarctic Place-Names Committee benannte ihn nach 1979 nach dem Geologen David William Matthews (* 1939) vom British Antarctic Survey (BAS), der von 1965 bis 1967 auf der Station des BAS auf Stonington Island tätig war und dabei auch im Gebiet dieses Bergs gearbeitet hatte.